# Djevičanstvo
Djevičanstvo (koristi se i izraz 'nevinost') je stanje osobe koja nikada nije imala spolni odnos. Postoje kulturni i vjerski tradicionalni stavovi koji nameću posebnu vrijednost i značenje ovom stanju, osobito kod neudanih žena, povezanu s idejama osobne čistoće i poštenja. Mišljenja nisu ujednačena smatra li se gubitkom djevičanstvom samo prodiranje spolnog uda u rodnicu (žena time gubi djevičanski zalistak koji je dokaz njena djevičanstva, dok kod muškaraca ne postoji tjelesni dokaz) uz pristanak, ili se njime mogu smatrati i oralni i analni spolni odnos, zajedničko samozadovoljavanje ili silovanje. 
Prosječna dob gubitka djevičanstva se razlikuje od države do države. Durex Global sex obavio je istraživanje čiji je zaključak da ljudi diljem svijeta gube djevičanstvo u prosjeku sa 17,3 godina, u rasponu od 15,6 na Islandu do 19,8 u Indiji. Prosječan broj osoba s kojima se stupilo u spolni odnos tijekom života prema tom istraživanju je 9,9, u rasponu od 3(,0) u Indiji do 14,5 u Turskoj. U samo 10% država prosječan broj osoba s kojima se stupilo u spolni odnos tijekom života je manji od 5,1. Po ovom istraživanju prosječna osoba u Hrvatskoj ima prvi spolni odnos sa 17,3 godina, a prosječan broj osoba s kojima je tijekom života stupila u spolni odnos je 7,5. Ovo istraživanje obuhvatilo je 41 državu. Ishode ovakvih istraživanja treba uzeti s rezervom jer je nemoguće provjeriti govore li ispitanici istinu. Jedno je istraživanje pokazalo kako Hrvati prednjače u svijetu po broju žena s kojima su imali spolni odnos (11). Istraživanje je proveo Men's Health na oko 50 000 ispitanika iz 30 država.